# 浅堀
浅堀（あさほり）は、埼玉県幸手市を流れる河川である。

## 概要
かつて終点付近に存在していた神扇沼へ流下・流入していた河川である。また全流路を通じ、ほぼ直線的な流路を持つ。流域全域を通じ、市街地を流下する区間はなく、流域周辺は主に水田などの農地となっている。流末は神扇落へと至り終点となる。流路の詳細に関しては下記の流路節を参照されたい。

## 流路
- 幸手市大字平須賀より大字神扇へ至る。
- 大字神扇の西部を東南東へ流下する。
- 「三又橋」を横断後、北東より流下してくる地蔵院落と合流し、流末が神扇落となり、浅堀は終点となる。
- 終点：神扇落

## 橋梁

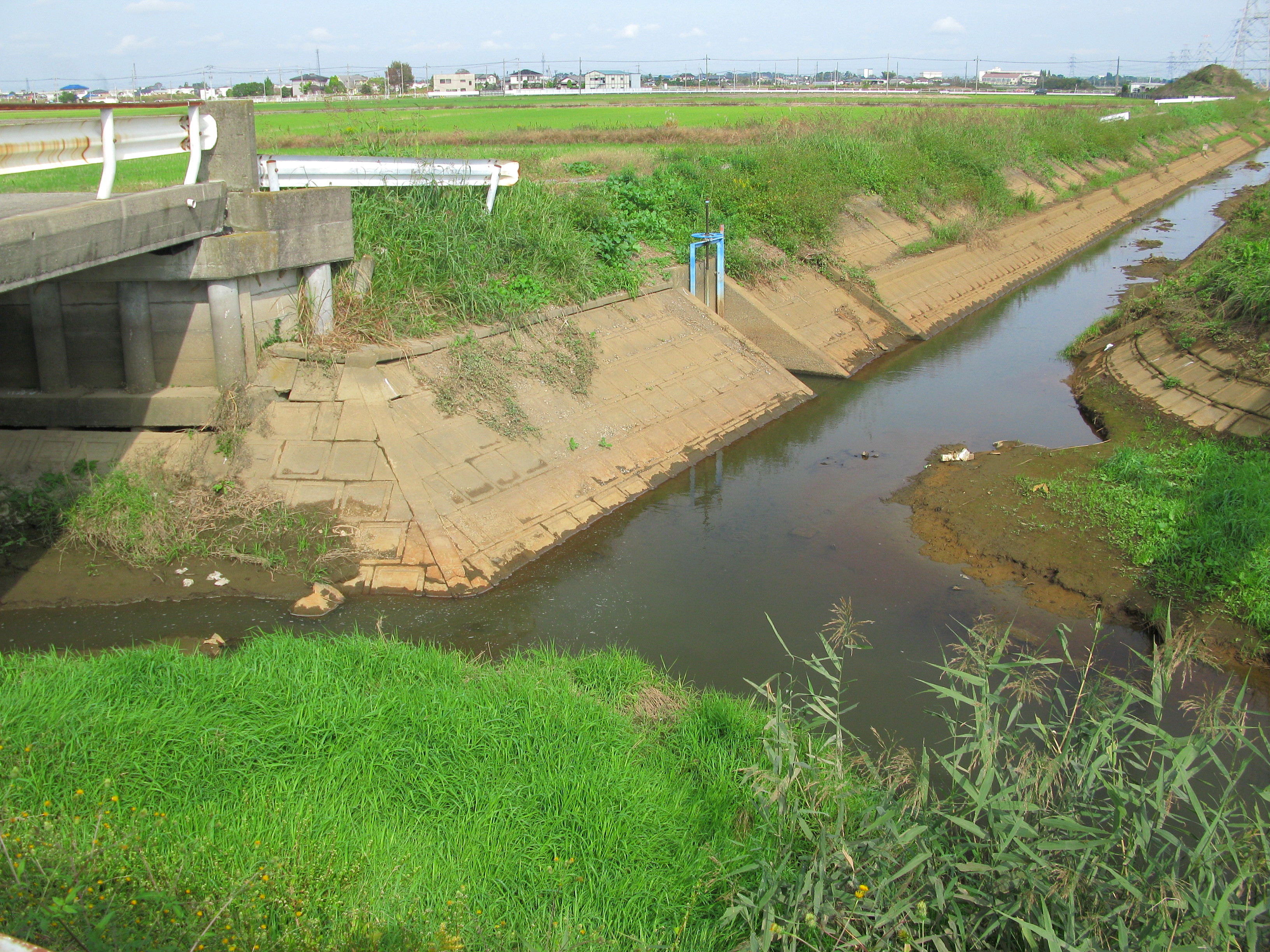
浅堀の終点

- 三又橋

## 周辺の施設
- 神扇グラウンド